# Saint-Rémy (Saône-et-Loire)
Pour les articles homonymes, voir Saint-Rémy.
Saint-Rémy est une commune française située dans le département de Saône-et-Loire, en région Bourgogne-Franche-Comté, elle appartient à l'agglomération du Grand Chalon qui comptait 113 920 habitants et son aire urbaine 135 499 habitants en 2017.

## Géographie

### Accès et transports
Lignes de bus du réseau Zoom (ligne 6, 2 et navette quai de Saône) et gare de Chalon-sur-Saône à proximité.
La ville est aussi traversée par l'autoroute A6 et dispose d'un échangeur (Chalon Sud) pour accéder à celui ci. L'accès à la Route Centre-Europe Atlantique est possible depuis la commune.

### Climat
Pour des articles plus généraux, voir Climat de la Bourgogne-Franche-Comté et Climat de Saône-et-Loire.
En 2010, le climat de la commune est de type climat océanique dégradé des plaines du Centre et du Nord, selon une étude du Centre national de la recherche scientifique s'appuyant sur une série de données couvrant la période 1971-2000. En 2020, Météo-France publie une typologie des climats de la France métropolitaine dans laquelle la commune est dans une zone de transition entre le climat océanique altéré et le climat océanique altéré et est dans la région climatique Bourgogne, vallée de la Saône, caractérisée par un bon ensoleillement (1 900 h/an), un été chaud (18,5 °C), un air sec au printemps et en été et des vents faibles.
Pour la période 1971-2000, la température annuelle moyenne est de 11,2 °C, avec une amplitude thermique annuelle de 17,8 °C. Le cumul annuel moyen de précipitations est de 835 mm, avec 11,1 jours de précipitations en janvier et 7,2 jours en juillet. Pour la période 1991-2020, la température moyenne annuelle observée sur la station météorologique de Météo-France la plus proche, « Saint-Marcel », sur la commune de Saint-Marcel à 4 km à vol d'oiseau, est de 12,3 °C et le cumul annuel moyen de précipitations est de 818,4 mm. 
La température maximale relevée sur cette station est de 41,8 °C, atteinte le 12 août 2003 ; la température minimale est de −20 °C, atteinte le 16 janvier 1985,,.
| Mois                                  | jan.           | fév.           | mars           | avril         | mai           | juin          | jui.           | août          | sep.          | oct.            | nov.          | déc.           | année     |
| ------------------------------------- | -------------- | -------------- | -------------- | ------------- | ------------- | ------------- | -------------- | ------------- | ------------- | --------------- | ------------- | -------------- | --------- |
| Température minimale moyenne (°C)     | 0,7            | 0,6            | 3,1            | 5,8           | 9,8           | 13,4          | 15,2           | 14,7          | 11,2          | 8,2             | 4             | 1,5            | 7,3       |
| Température moyenne (°C)              | 3,3            | 4,5            | 8,4            | 11,8          | 15,8          | 19,7          | 21,8           | 21,4          | 17,2          | 12,7            | 7,2           | 4              | 12,3      |
| Température maximale moyenne (°C)     | 6              | 8,3            | 13,6           | 17,7          | 21,8          | 26            | 28,3           | 28,1          | 23,2          | 17,2            | 10,4          | 6,5            | 17,3      |
| Record de froid (°C) date du record   | −20 16.01.1985 | −15 14.02.1991 | −11,1 01.03.05 | −4,5 08.04.03 | −0,5 06.05.19 | 4 04.06.01    | 6,5 02.07.1981 | 5 30.08.1998  | 1 30.09.1995  | −5,5 31.10.1997 | −9 23.11.1998 | −15,8 30.12.05 | −20 1985  |
| Record de chaleur (°C) date du record | 17 10.01.15    | 20,8 27.02.19  | 26 29.03.1989  | 30,3 16.04.07 | 34,4 29.05.05 | 38,6 27.06.19 | 41 31.07.1983  | 41,8 12.08.03 | 35,1 14.09.20 | 31 02.10.1985   | 22 12.11.18   | 19 16.12.1989  | 41,8 2003 |
| Précipitations (mm)                   | 61,4           | 48,2           | 51,1           | 60,8          | 76,2          | 66,2          | 68,6           | 69,6          | 71,7          | 87,3            | 90,7          | 66,6           | 818,4     |

| Diagramme climatique                                  |            |             |             |             |            |              |              |              |             |           |            |
| J                                                     | F          | M           | A           | M           | J          | J            | A            | S            | O           | N         | D          |
| 60,761,4                                              | 8,30,648,2 | 13,63,151,1 | 17,75,860,8 | 21,89,876,2 | 2613,466,2 | 28,315,268,6 | 28,114,769,6 | 23,211,271,7 | 17,28,287,3 | 10,4490,7 | 6,51,566,6 |
| Moyennes : • Temp. maxi et mini °C • Précipitation mm |            |             |             |             |            |              |              |              |             |           |            |

Les paramètres climatiques de la commune ont été estimés pour le milieu du siècle (2041-2070) selon différents scénarios d'émission de gaz à effet de serre à partir des nouvelles projections climatiques de référence DRIAS-2020. Ils sont consultables sur un site dédié publié par Météo-France en novembre 2022.

### Jumelages
- Ottweiler[9],[10] (Allemagne).

## Urbanisme

### Typologie
Au 1er janvier 2024, Saint-Rémy est catégorisée ceinture urbaine, selon la nouvelle grille communale de densité à sept niveaux définie par l'Insee en 2022.
Elle appartient à l'unité urbaine de Chalon-sur-Saône, une agglomération intra-départementale regroupant treize  communes, dont elle est une commune de la banlieue,,. Par ailleurs la commune fait partie de l'aire d'attraction de Chalon-sur-Saône, dont elle est une commune de la couronne,. Cette aire, qui regroupe 109 communes, est catégorisée dans les aires de 50 000 à moins de 200 000 habitants,.

### Occupation des sols
L'occupation des sols de la commune, telle qu'elle ressort de la base de données européenne d’occupation biophysique des sols Corine Land Cover (CLC), est marquée par l'importance des territoires agricoles (55 % en 2018), en diminution par rapport à 1990 (56,9 %). La répartition détaillée en 2018 est la suivante : zones urbanisées (34,9 %), zones agricoles hétérogènes (23,4 %), prairies (16,4 %), terres arables (15,2 %), forêts (4,7 %), zones industrielles ou commerciales et réseaux de communication (4,1 %), eaux continentales (1,3 %). L'évolution de l’occupation des sols de la commune et de ses infrastructures peut être observée sur les différentes représentations cartographiques du territoire : la carte de Cassini (XVIIIe siècle), la carte d'état-major (1820-1866) et les cartes ou photos aériennes de l'IGN pour la période actuelle (1950 à aujourd'hui).

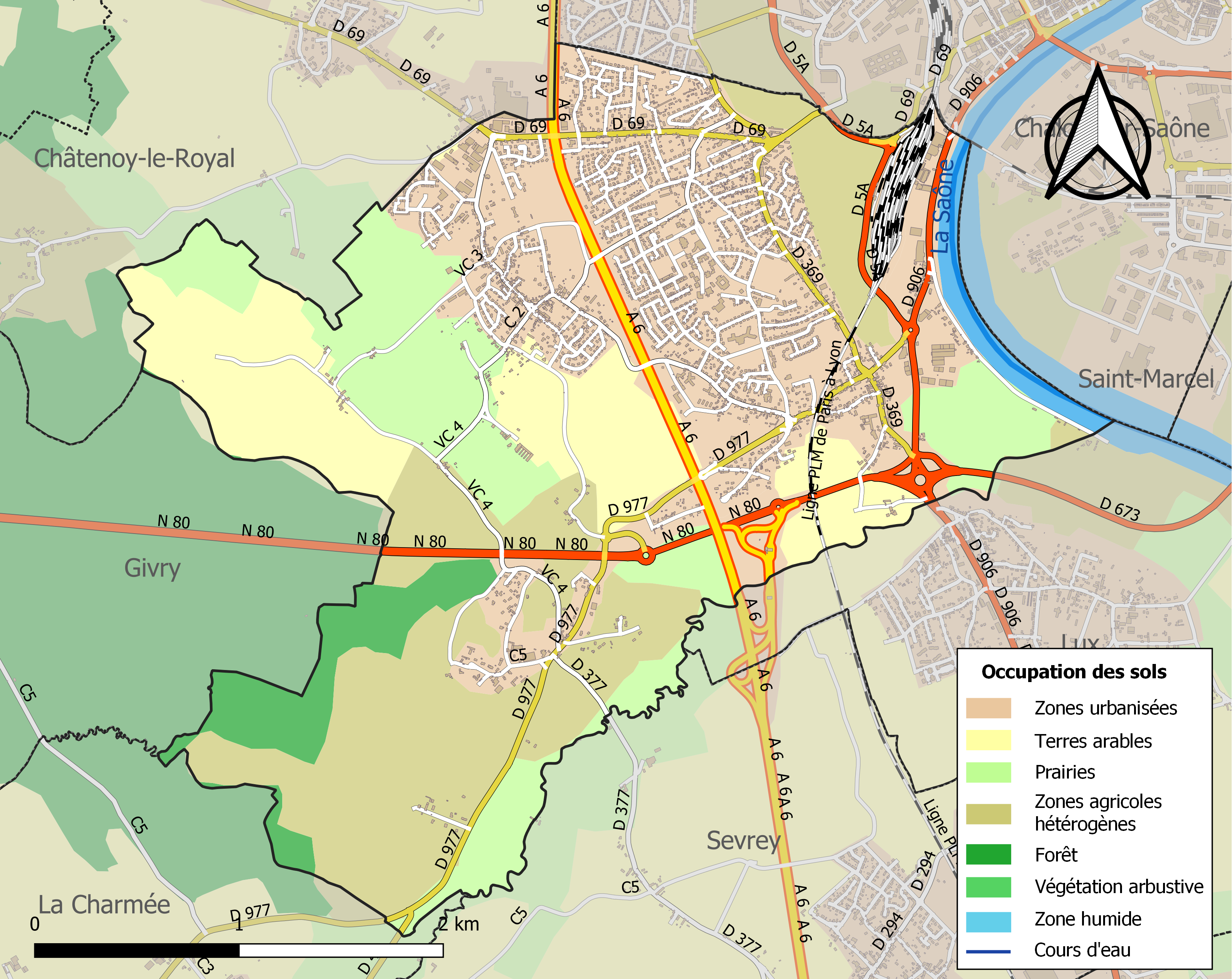
Carte des infrastructures et de l'occupation des sols de la commune en 2018 (CLC).

## Politique et administration

### Listes des maires
| Période                                  | Période       | Identité             | Étiquette | Qualité                                                                                              |
| ---------------------------------------- | ------------- | -------------------- | --------- | --- |
| maire en 1967                            | ?             | P.H. Maréchal        | UDR       | Ingénieur agricole                                                                                   |
| mars 1977                                | décembre 1997 | Claude Souchon       | PS        | Médecin généraliste                                                                                  |
| décembre 1997                            | mars 2014     | Pierre Jacob         | PS        | Sofrologue                                                                                           |
| mars 2014                                | En cours      | Florence Plissonnier | DVD       | Infirmière libérale Vice-présidente du Grand Chalon (2014 → ) Conseillère départementale depuis 2021 |
| Les données manquantes sont à compléter. |               |                      |           | |

### Canton et intercommunalité
La commune fait partie du Grand Chalon.

## Population et société

### Démographie

#### Évolution démographique
L'évolution du nombre d'habitants est connue à travers les recensements de la population effectués dans la commune depuis 1793. Pour les communes de moins de 10 000 habitants, une enquête de recensement portant sur toute la population est réalisée tous les cinq ans, les populations de référence des années intermédiaires étant quant à elles estimées par interpolation ou extrapolation. Pour la commune, le premier recensement exhaustif entrant dans le cadre du nouveau dispositif a été réalisé en 2007.

En 2022, la commune comptait 6 476 habitants, en évolution de −2,06 % par rapport à 2016 (Saône-et-Loire : −1,06 %, France hors Mayotte : +2,11 %).
| 1793 | 1800 | 1806 | 1821 | 1831 | 1836  | 1841  | 1846  | 1851  |
| ---- | ---- | ---- | ---- | ---- | ----- | ----- | ----- | ----- |
| 704  | 731  | 794  | 896  | 900  | 1 170 | 1 325 | 1 004 | 1 017 |

| 1856  | 1861  | 1866  | 1872  | 1876  | 1881  | 1886  | 1891  | 1896  |
| ----- | ----- | ----- | ----- | ----- | ----- | ----- | ----- | ----- |
| 1 100 | 1 092 | 1 112 | 1 068 | 1 102 | 1 161 | 1 170 | 1 255 | 1 300 |

| 1901  | 1906  | 1911  | 1921  | 1926  | 1931  | 1936  | 1946  | 1954  |
| ----- | ----- | ----- | ----- | ----- | ----- | ----- | ----- | ----- |
| 1 354 | 1 419 | 1 508 | 1 693 | 1 773 | 2 008 | 2 267 | 2 343 | 3 077 |

| 1962  | 1968  | 1975  | 1982  | 1990  | 1999  | 2006  | 2007  | 2012  |
| ----- | ----- | ----- | ----- | ----- | ----- | ----- | ----- | ----- |
| 3 787 | 4 126 | 4 926 | 5 177 | 5 627 | 5 961 | 5 824 | 5 805 | 6 476 |

| 2017  | 2022  | - | - | - | - | - | - | - |
| ----- | ----- | - | - | - | - | - | - | - |
| 6 639 | 6 476 | - | - | - | - | - | - | - |

### Enseignement
La commune dispose de trois écoles élémentaires et maternelles ainsi que d'un collège.

### Santé
La commune dispose d'un centre médical généraliste et d'un centre de psychiatrie infanto-juvénile (centre Winnicott).

### Sport
La commune dispose de nombreuses installations sportives tels que :
- un gymnase
- des terrains de tennis (extérieurs et couverts), de basket et de football.
- un parc sportif
- une piscine
- un city stade

### Associations
La commune est aussi très active associativement, on y trouve des associations sportives (USSSR, FCSR, TCSR...) comme culturels (Saint Rémy patrimoine...)

## Culture locale et patrimoine

### Lieux et monuments
- Château de Taisey.
- Musée de l'école en Chalonnais[22]. Avec ses salles de classe 1950 et Jules Ferry, le musée retrace l'histoire de l’école en France, de Napoléon aux années 1970[23].
- Centre pastoral Sainte Therese
- Eglise du Bourg

### Personnalités liées à la commune
- Sylvia Bossu, artiste française d'art moderne
- Rachida Dati (1965 - ), femme politique, est née dans cette localité[24].    En 1965 et jusque vers les années 1990, une maternité s'y trouvait, et il était plus courant d'y accoucher qu'à l'hôpital de Chalon-sur-Saône.
- Jérémy Decerle (1984-), agriculteur et député européen
- Jean Fieux (1886-1969), grand ingénieur français
- Benjamin Griveaux (1977-), homme politique
- Christophe Guenot, médaille de bronze de lutte aux JO de Pékin 2008
- Régis Juanico (1972-), homme politique
- Fred Nardin (1987-), pianiste de jazz
- Florent Pagny (1961- ), artiste chanteur[25]
- Patrice-Loup Rifaux (1964-), scénariste et écrivain
- Arnaud Sanvert (1983-), homme politique
- Cédric Burtin, chef doublement étoilé au Guide Michelin pour son restaurant L'Amaryllis (renommé Cédric Burtin), situé à Saint-Rémy

### Héraldique
| Blason de Saint-Rémy | Blason  | Tiercé en pairle : au 1) d'or à la roue de char de sable, au 2) d'azur à la tour d’argent ouverte du champ et maçonnée de sable, au 3) de sinople à la colonne antique d'or mouvant de la pointe. |
| Blason de Saint-Rémy | Détails | Le statut officiel du blason reste à déterminer. |